# Juan Rodrigo Araya
Juan Rodrigo Araya (1978) es un periodista chileno-uruguayo.
Autor de la biografía de Elías Figueroa: "Simplemente, Don Elías", ganadora del Premio aporte literario 2005 entregado por el Círculo de Periodistas Deportivos de Chile.
También fue conductor del programa deportivo Gambeteando del Canal del Fútbol (CDF). Además, trabajó de periodista en el área de producción deportes en Chilevisión y Radio Carve (Uruguay) en el Progarama Deporte Total.